# Prateria dello Zambesi occidentale
La prateria dello Zambesi occidentale è un'ecoregione dell'ecozona afrotropicale, definita dal WWF (codice ecoregione: AT0724), situata nella regione di frontiera tra Angola e Zambia.

## Territorio
È un'ecoregione di savana che occupa 34.000 km² in due zone del sud-ovest dello Zambia, a nord e a sud della pianura alluvionale del Barotseland, appartenenti all'ecoregione denominata praterie inondabili dello Zambesi. La zona settentrionale si spinge leggermente in Angola ed è circondata dalla foresta secca zambesiana a Cryptosepalum; inoltre, confina a nord-est con i boschi di miombo dello Zambesi centrale, a nord-ovest con i boschi di miombo angolani e a sud-ovest con i boschi di Baikiaea dello Zambesi. Quest'ultima ecoregione, inoltre, circonda completamente la zona meridionale. L'ecoregione è situata a circa 1000 m di altitudine e consiste in vaste e piatte pianure erbose. Queste sono drenate dallo Zambesi e dai suoi affluenti, che formano vaste pianure alluvionali nell'ecoregione. L'area è situata su uno spesso strato di sabbie del Kalahari di origine eolica (note localmente come «sabbie del Barotseland»), che si impregnano d'acqua nella stagione delle piogge e sono estremamente aride durante il resto dell'anno. I gleysol che si formano in questo ambiente sono poveri di nutrienti ed hanno un contenuto molto basso di argilla. Nell'ecoregione domina un clima tropicale di savana con tre stagioni: una stagione secca calda (da agosto ad ottobre), una stagione umida calda (da novembre ad aprile) ed una stagione secca fresca (da maggio a luglio). Ogni anno vi cadono in media tra gli 800 e i 1000 mm di pioggia. La temperatura massima media è di circa 27 °C, mentre quella minima media si aggira tra i 12 e i 15 °C.

## Flora
La vegetazione è costituita da una prateria di basse erbe dominata da Loudetia simplex, che viene usata come copertura per i tetti, e Monocymbium ceresiiforme. Queste specie sono spesso associate ad altre erbe dei generi Andropogon, Eragrostis, Aristida, Elionurus, Rhynchelytrum e Tristachya. Varie specie di carici della famiglia Cyperaceae sono comuni dove il suolo contiene più humus. Gli alberi sono praticamente assenti e sono rimpiazzati da arbusti che presentano la maggior parte del loro fusto sottoterra. Questi formano vere e proprie «foreste sotterranee» alte meno di 60 cm. La maggior parte di queste specie sono strettamente imparentate con alberi o liane tipici delle regioni forestali. Esse fioriscono precocemente, prima della fine della stagione secca, quando le erbe sono ancora in fase di quiescenza. Ciò costituisce un adattamento per sopravvivere in una regione dove gli incendi, sia dolosi che appiccati volutamente dagli abitanti, sono frequenti e costituiscono parte integrante dell'ecologia della regione da lungo tempo.

## Fauna
Le specie di mammiferi presenti nell'area, circa 140, sono quelle tipiche delle savane australi. Un gran numero di ungulati pascola sulle vaste pianure, e la Liuwa Plain ospita circa 30.000 gnu striati (Connochaetes taurinus), la mandria più numerosa dello Zambia. Le mandrie di gnu iniziano a migrare verso nord-est, nell'Angola, in giugno. La migrazione dura circa cinque mesi e si snoda su un percorso di oltre 200 km. Gli animali fanno ritorno nel settore meridionale della Liuwa Plain in ottobre. Circa 3000 lichi (Kobus leche) si spostano verso est dalla Liuwa Plain alla pianura alluvionale dello Zambesi durante la stagione secca.
Altre specie di ungulati presenti nell'area sono il damalisco comune (Damaliscus lunatus), l'oribi (Ourebia ourebi), la redunca comune (Redunca arundinum), la zebra comune (Equus quagga), l'antilope roana (Hippotragus equinus), l'antilope nera (H. niger), il kudù maggiore (Tragelaphus strepsiceros) e l'alcelafo di Lichtenstein (Alcelaphus buselaphus lichtensteinii). Anch'essi presenti, ma più rari, sono la silvicapra (Sylvicapra grimmia), il sitatunga (Tragelaphus spekii), il bufalo cafro (Syncerus caffer), il raficero campestre (Raphicerus campestris), l'eland (Taurotragus oryx) e il raficero di Sharpe (Raphicerus sharpei). Tra i grandi carnivori vi sono il leone (Panthera leo), il leopardo (P. pardus), il licaone (Lycaon pictus), il ghepardo (Acinonyx jubatus) e la iena maculata (Crocuta crocuta), benché siano tutti molto scarsi. I leoni sono quasi scomparsi dalla Liuwa Plain. Nei fiumi sono comuni gli ippopotami (Hippopotamus amphibius).
L'ecoregione sostiene un gran numero di uccelli, specialmente piccoli passeracei, rapaci e molti uccelli acquatici. L'avifauna è particolarmente abbondante durante la stagione delle inondazioni e comprende specie proprie sia delle zone umide che delle boscaglie circostanti. Molte specie, comprese quelle migratrici, nidificano al suolo quando l'acqua delle piene si ritira, a partire da giugno. Nell'ecoregione sono presenti due specie piuttosto rare: la gru caruncolata (Grus carunculata) e la garzetta ardesia (Egretta vinaceigula). Entrambe sono considerate vulnerabili perché vivono solamente nelle pianure alluvionali e sono minacciate dalle interferenze nell'habitat e dalla sua distruzione. Le gru caruncolate si associano spesso ai branchi di lichi.

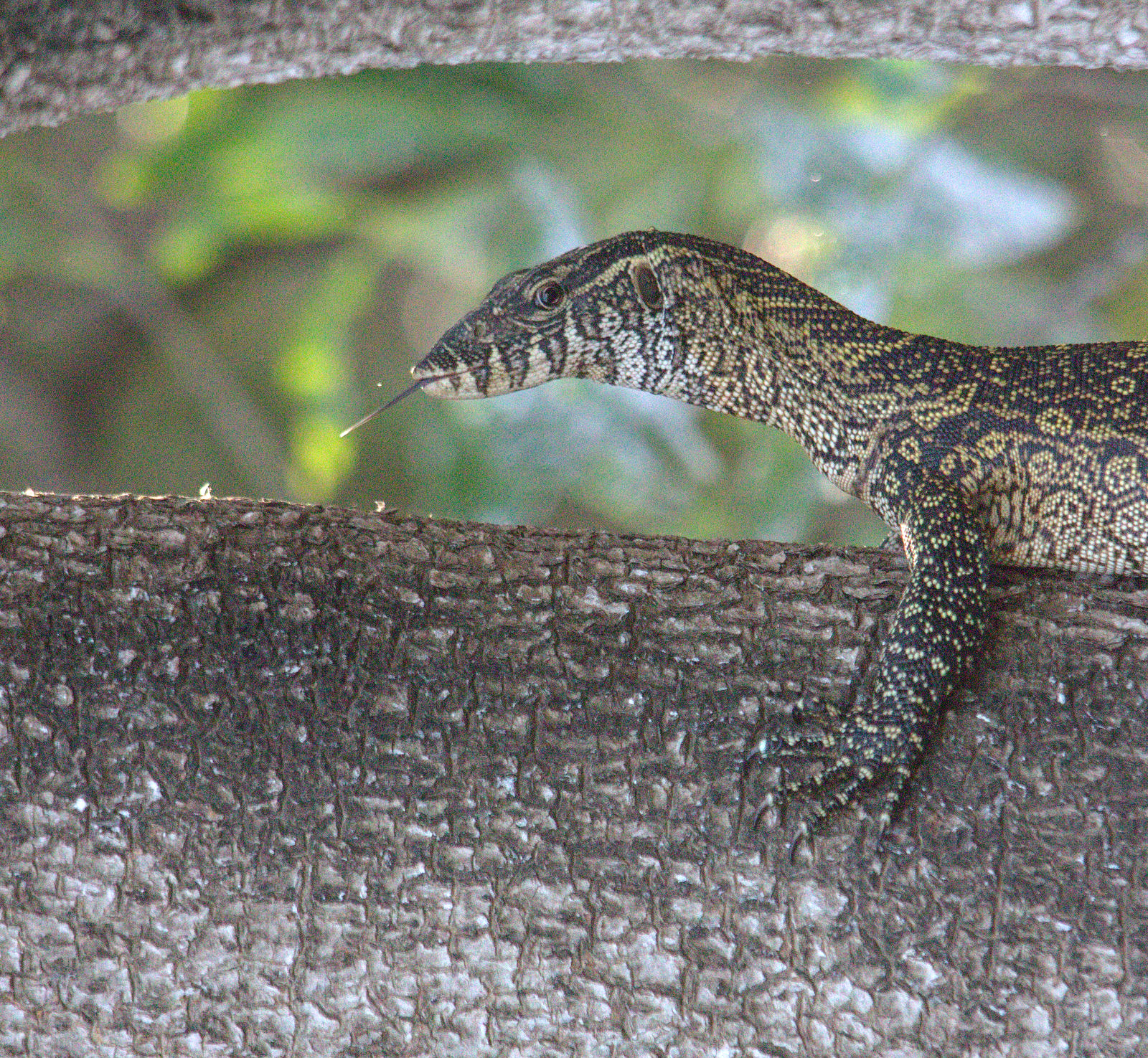
Un esemplare di varano del Nilo dell'Africa occidentale (Varanus stellatus)

L'ecoregione ospita 34 specie di rettili e 14 di anfibi, ma nessuna endemica. Si pensava che Dalophia ellenbergeri, un anfisbenide, fosse presente solamente in una piccola parte della pianura alluvionale del Barotseland, ma è stato in seguito rinvenuto anche ad oltre 300 km di distanza, in Angola. Coccodrilli (Crocodylus niloticus) e varani del Nilo (Varanus niloticus) sono diffusi lungo i fiumi.

## Conservazione
Questa ecoregione è abitata da secoli. La vegetazione si è ben adattata alla presenza umana e agli incendi appiccati dagli abitanti. Infatti, gli incendi e altri fattori di disturbo consentono l'espansione delle praterie a spese degli alberi e degli arbusti. Tuttavia, a seguito delle pratiche agricole e degli insediamenti, alcune zone risultano ormai frammentate. In generale, però, l'ecoregione presenta ancora il suo aspetto originario, specialmente nelle zone distanti dalla piana del Barotseland.
Il parco nazionale di Liuwa Plain è l'unica area protetta costituita soprattutto da prateria dello Zambesi occidentale. Più a sud, il parco nazionale di Sioma Ngwezi protegge tre estese pianure erbose (quelle di Mulonga, Matebele e Siloana) che si sviluppano tra le boscaglie di Baikiaea che dominano il parco.